# Giżyno (województwo mazowieckie)
Giżyno – wieś sołecka w Polsce położona w województwie mazowieckim, w powiecie płockim, w gminie Bielsk.
W latach 1975–1998 miejscowość administracyjnie należała do województwa płockiego. 1 stycznia 2003 będąca dotychczasową częścią wsi Stara Wieś została zlikwidowana jako osobna miejscowość.